# Elezioni europee del 2014 in Finlandia
Le elezioni europee del 2014 in Finlandia si sono tenute il 25 maggio. È stato possibile votare anticipatamente dal 14 al 20 maggio in Finlandia e dal 14 al 17 maggio all'estero.
Dei 4 440 297 elettori aventi diritto si è presentato alle urne il 41,0% (escludendo i finlandesi residenti all'estero), con un lieve miglioramento rispetto al 40,3% registrato nel 2009.

## Quadro politico

### Partiti

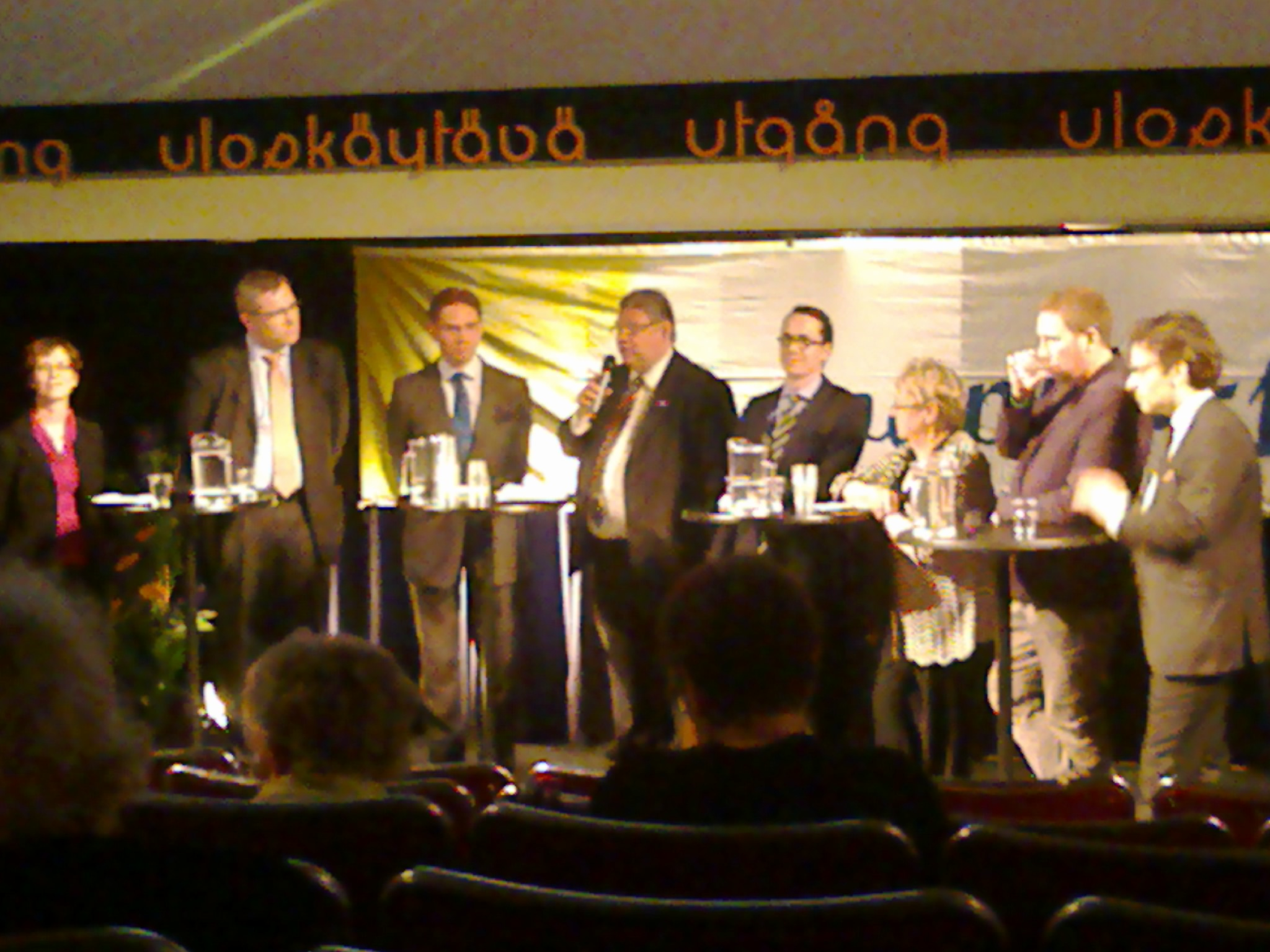
Tavolo informativo per le Elezioni europee nella durante il giorno europeo 2014.

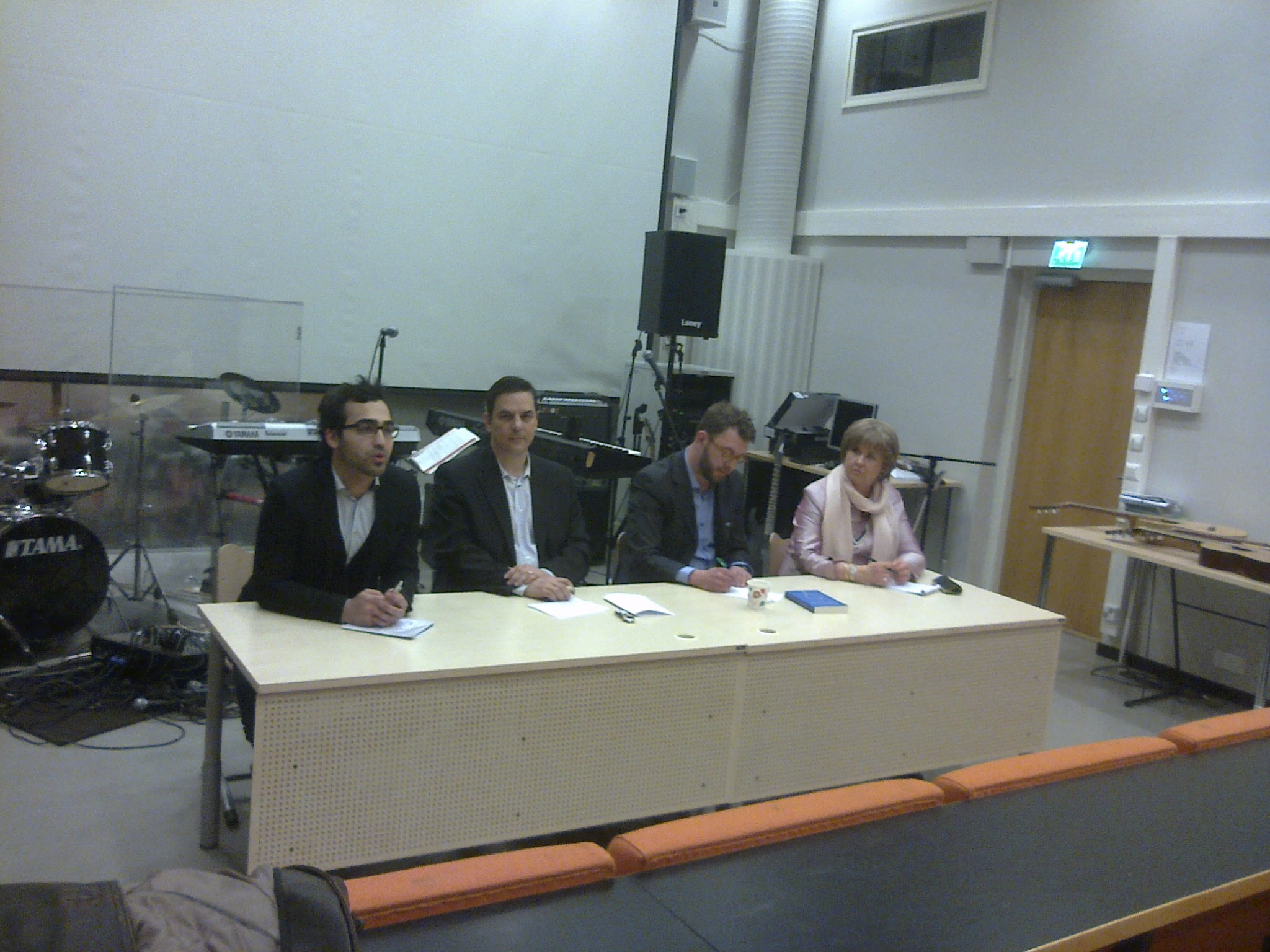
Tavolo informativo per le Elezioni europee nella scuola primaria di Haaga, Helsinki.

I seguenti partiti, in ordine alfabetico, hanno preso parte alle elezioni:
- Fronte Biancoazzurro (Sinivalkoinen Rintama)
- Partito di Centro Finlandese (Suomen Keskusta)
- Cambiamento 2011 (Muutos 2011)
- Democratici Cristiani Finlandesi (Suomen Kristillisdemokraatit)
- Partito Comunista Finlandese (Suomen kommunistinen puolue)
- Veri Finlandesi (Perussuomalaiset)
- Per i Poveri (Köyhien Asialla)
- Lega Verde (Vihreä liitto)
- Partito dell'Indipendenza (Itsenäisyyspuolue)
- Alleanza di Sinistra (Vasemmistoliitto)
- Partito di Coalizione Nazionale (Kansallinen Kokoomus)
- Partito Pirata (Piraattipuolue)
- Partito Socialdemocratico Finlandese (Suomen Sosialidemokraattinen Puolue)
- Partito Popolare Svedese di Finlandia (Suomen ruotsalainen kansanpuolue)

### Sondaggi
| Data             | Agenzia             | Kok.   | Kesk.  | SDP    | Vihr.  | PS    | RKP   | Vas.  | KD    | Altri |
| ---------------- | ------------------- | ------ | ------ | ------ | ------ | ----- | ----- | ----- | ----- | ----- |
| Data             | Agenzia             |        |        |        |        |       |       |       |       | Altri |
| 22 maggio 2014   | Taloustutkimus      | 22,7%  | 17,6%  | 13,8%  | 10,0%  | 17,1% | 4,3%  | 8,4%  | 4,4%  | 1,7%  |
| 17 maggio 2014   | Tietoykkönen        | 23,7%  | 18,9%  | 15,2%  | 8,1%   | 16,0% | 4,1%  | 7,7%  | 4,4%  | 1,9%  |
| 20 marzo 2014    | Taloustutkimus      | 23,8%  | 18,1%  | 16,3%  | 9,7%   | 17,8% | 3,6%  | 6,5%  | 2,6%  | 1,6%  |
| 17 gennaio 2014  | Tietoykkönen        | 21,1%  | 20,8%  | 17,5%  | 8,9%   | 15,9% | 4,1%  | 7,2%  | 3,3%  | 1,2%  |
| 19 novembre 2013 | Taloustutkimus      | 22,7%  | 21,7%  | 15,4%  | 8,1%   | 17,0% | 3,5%  | 7,1%  | 3,6%  | 0,9%  |
|                  |                     |        |        |        |        |       |       |       |       |       |
| 7 giugno 2009    | Elezioni precedenti | 23,21% | 19,03% | 17,54% | 12,40% | 9,79% | 6,09% | 5,93% | 4,17% | 1,84% |

## Risultati
| Liste  | Liste                                       | Gruppo            | Voti      | %     | +/- | Seggi | +/-     |
| ------ | ------------------------------------------- | ----------------- | --------- | ----- | --- | ----- | ------- |
|        | Partito di Coalizione Nazionale (Kok)       | PPE               | 390.376   | 22,59 | 0,6 | 3     | Stabile |
|        | Partito di Centro Finlandese (KESK)         | ALDE              | 339.895   | 19,67 | 0,6 | 3     | Stabile |
|        | Veri Finlandesi (PS)                        | ECR               | 222.457   | 12,87 | 3,1 | 2     | 1       |
|        | Partito Socialdemocratico Finlandese (SDP)  | S&D               | 212.781   | 12,31 | 5,2 | 2     | Stabile |
|        | Lega Verde (VIHR)                           | Verdi/ALE         | 161.263   | 9,33  | 3,1 | 1     | 1       |
|        | Alleanza di Sinistra (V)                    | GUE/NGL           | 161.074   | 9,32  | 3,4 | 1     | 1       |
|        | Partito Popolare Svedese di Finlandia (SFP) | ALDE              | 116.747   | 6,76  | 0,7 | 1     | Stabile |
|        | Democratici Cristiani Finlandesi (KD)       | -                 | 90.586    | 5,24  | 1,1 | -     | 1       |
|        | Partito Pirata                              | -                 | 12.378    | 0,72  | -   | -     | Stabile |
|        | Partito Comunista Finlandese                | -                 | 5.932     | 0,34  | -   | -     | Stabile |
|        | Partito dell'Indipendenza                   | -                 | 5.668     | 0,33  | -   | -     | Stabile |
|        | Altri <5.000 voti                           | Altri <5.000 voti | 9.137     | 0,53  |     | -     |         |
| Totale | Totale                                      | Totale            | 1.728.294 |       |     | 13    |         |